# Pedro Zeledón Mora
Pedro José Zeledón Mora (San José, Provincia de Costa Rica, 21 de febrero de 1802 - León, Nicaragua, 17 de abril de 1870) fue un abogado y sacerdote de origen costarricense graduado como licenciado en leyes en la Universidad de León, Nicaragua. Es considerado como el fundador de la diplomacia en Nicaragua.

## Reseña
Era hijo del capitán José Hilario Zeledón Masís de los Reyes, quien también fue gobernador, alcalde y tesorero de la ciudad de San José, en Costa Rica, cuando esta provincia formaba parte del Virreinato de Guatemala.

## Vida política
Fue diputado al Congreso federal centroamericano por el Estado de Costa Rica.
También, fue presidente de la Asamblea Legislativa y magistrado de la Corte Suprema de Justicia.
Se radicó en Nicaragua, donde fue Ministro de Relaciones Exteriores durante el gobierno del General Tomás Martínez Guerrero. El 28 de enero de 1860 en Managua, como representante de Nicaragua firmó el Tratado Zeledón-Wyke entre su Majestad Británica y la República de Nicaragua, que reconocía pertenecientes a Nicaragua y bajo su soberanía, la región reclamada por los misquitos. Con el llamado Tratado de Managua (1860) se inició la recuperación de la Mosquitia

## Sacerdote católico
De edad avanzada fue ordenado sacerdote católico diocesano en la diócesis de León.
Murió en la ciudad de León, Nicaragua.